# Montemilone
Montemilone é uma comuna italiana da região da Basilicata, província de Potenza, com cerca de 1.969 habitantes. Estende-se por uma área de 113 km², tendo uma densidade populacional de 17 hab/km². Faz fronteira com Lavello, Minervino Murge (BA), Spinazzola (BA), Venosa.

## Demografia
| Variação demográfica do município entre 1861 e 2011                               |
|                                                                                   |
| Fonte: Istituto Nazionale di Statistica (ISTAT) - Elaboração gráfica da Wikipedia |